# Tylanthes ptochias
Tylanthes ptochias är en fjärilsart som beskrevs av Edward Meyrick 1889. Tylanthes ptochias ingår i släktet Tylanthes och familjen björnspinnare. Inga underarter finns listade i Catalogue of Life.